# Sixtijnse Kapel

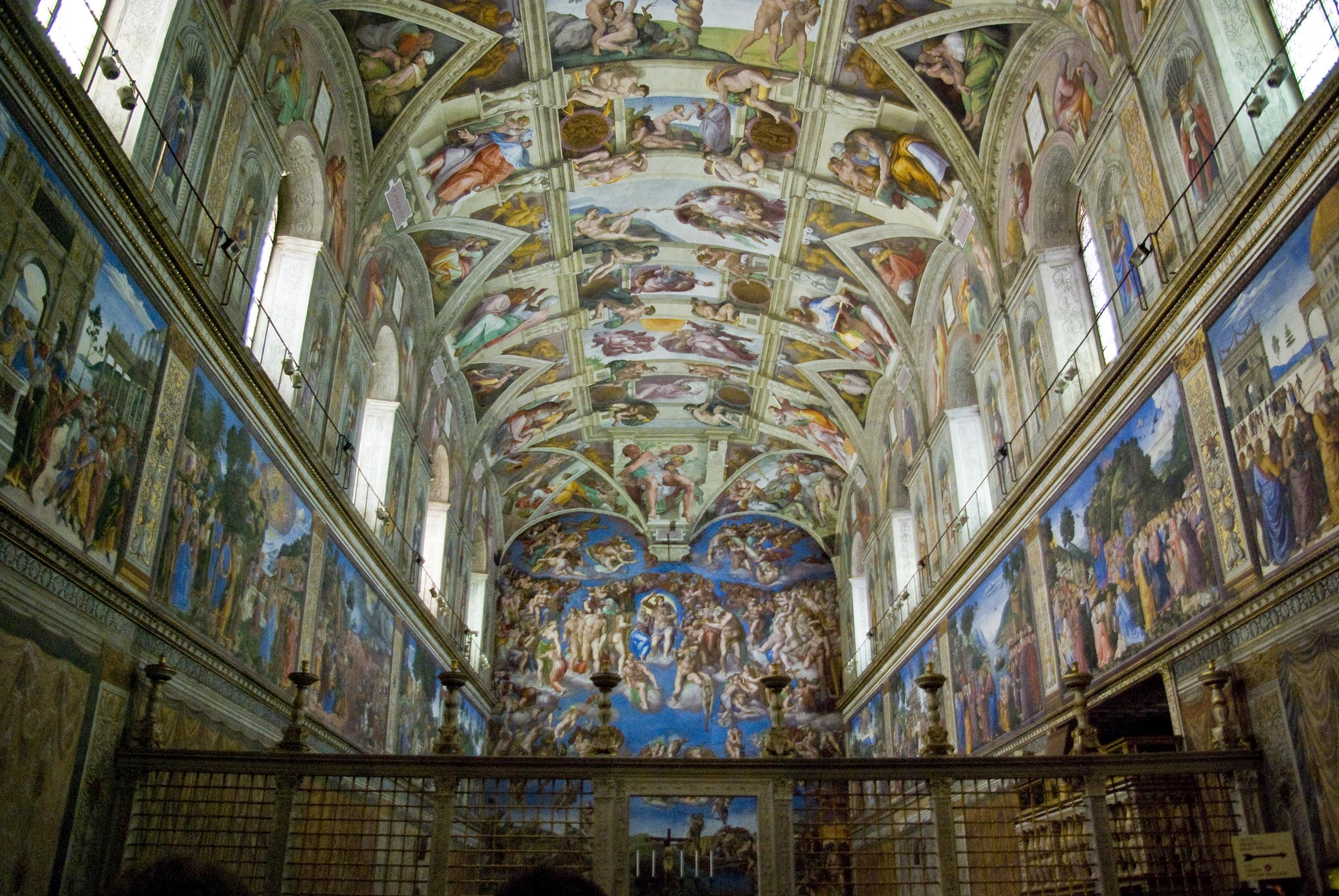
De Sixtijnse Kapel met het fresco van het laatste oordeel

De Sixtijnse Kapel (Italiaans: Cappella Sistina) is de bekendste kapel in het Apostolisch Paleis, de residentie van de paus in Vaticaanstad en vaak te bezichtigen als onderdeel van de Vaticaanse musea.
Het is een van de bekendste binnenruimten ter wereld, vanwege de beroemde fresco's van Michelangelo en omdat het de ruimte is waar in conclaaf de kardinalen bijeenkomen om er een nieuwe paus te kiezen.  Dit gebeurt na het overlijden of aftreden van de huidige paus. Voor dit conclaaf wordt op het dak van de kapel door brandweerlieden een speciale schoorsteen geplaatst, waaruit tijdens het conclaaf twee keer per dag rook komt. De schoorsteen wordt hiervoor aangesloten op een kacheltje waarin na elke twee stemrondes de stembriefjes worden verbrand. Dit is afhankelijk van de uitslag van de stemrondes zwarte of witte rook, zodat de mensen op het Sint Pietersplein kunnen zien of er al dan niet een nieuwe paus is gekozen. Ook buiten Rome kan de rook worden gezien. Zodra deze uit de schoorsteen komt, wordt dit proces rechtstreeks op tv vertoond en live gestreamd via diverse katholieke websites en YouTube, zodat ook mensen die niet in Rome zijn, kunnen zien of er al dan niet een nieuwe paus is gekozen. Deze stream is ook te zien op een groot scherm op het Sint-Pietersplein. Op deze manier kunnen ook mensen die de schoorsteen van  de Kapel niet goed kunnen zien, de rook zien. Sinds het conclaaf van 2005 worden bij witte rook ook de klokken van de Sint-Pietersbasiliek geluid om verwarring over de kleur van de rook te voorkomen. Deze verwarring kan voornamelijk voorkomen als het conclaaf bij daglicht plaatsvindt omdat de kleur van de rook dan vaak moeilijk is te zien. 
Tijdens het conclaaf is de Sixtijnse Kapel gesloten voor het publiek. De kapel wordt zodra er een nieuwe paus moet worden gekozen ruim voor het begin van het conclaaf gesloten om dit goed kunnen voorbereiden. Net als het conclaaf zelf moet deze voorbereiding in het geheim gebeuren. Door deze sluiting wordt voorkomen dat het conclaaf of delen ervan uit kunnen lekken, wat niet de bedoeling is. Bezoekers van de Vaticaanse Musea worden op deze sluiting geattendeerd via de site van dit museum, zodat ze weten dat ze de Sixtijnse Kapel in deze periode tijdelijk niet kunnen bezoeken. 
Na het conclaaf draagt de gekozen paus hier ook zijn eerste mis op samen met de kardinalen die hem hebben gekozen. Dit doet hij op de dag na zijn verkiezing.

## Geschiedenis

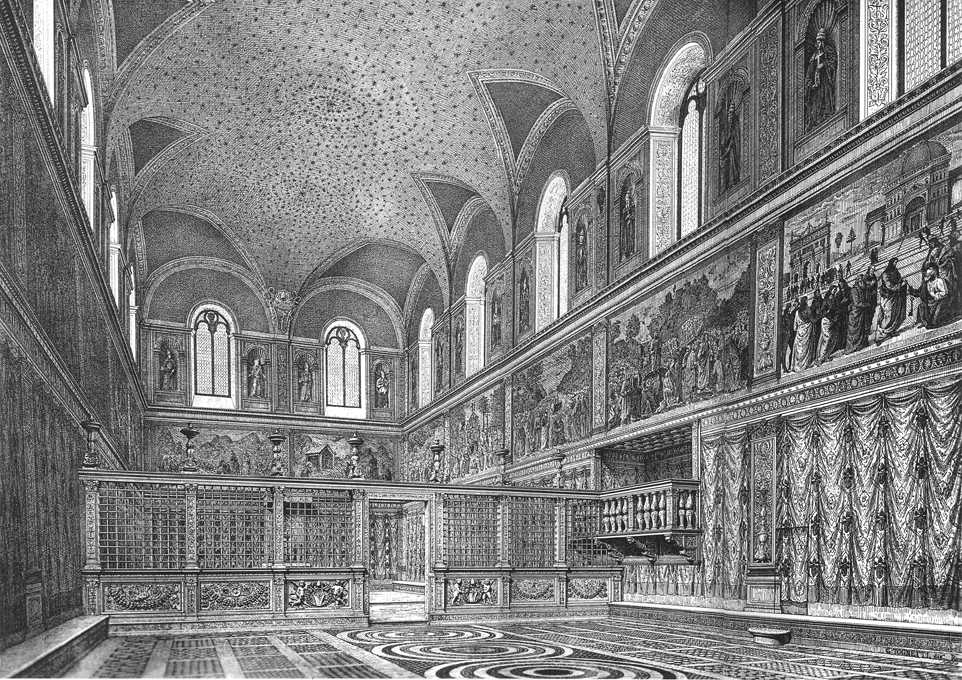
De Sixtijnse Kapel voordat de gewelfschilderingen waren aangebracht

De Sixtijnse kapel is bekend als de locatie van pauselijke conclaven, maar is in de eerste plaats de fysieke locatie van de pauselijke hofkapel. Daar vonden de belangrijkste liturgische vieringen plaats ten behoeve van het pauselijk hof, dat ten tijde van paus Sixtus IV in de late 15de eeuw ongeveer 200 mensen omvatte, onder wie geestelijken en onderscheiden leken. De Sixtijnse kapel staat op de plaats waar voorheen de Cappella Maggiore stond.
Deze Cappella Maggiore (Grote Kapel) ontleende haar naam aan het feit dat er ook nog een andere, kleinere kapel in gebruik was bij de paus en zijn gevolg voor de dagelijkse aanbidding. Ten tijde van paus Sixtus IV was dit de kapel van paus Nicolaas V, die was gedecoreerd door Fra Angelico. De Cappella Maggiore werd als zodanig vermeld in 1368. Volgens een mededeling van Andreas van Trebizonde aan paus Sixtus IV, toen men ze wilde slopen om plaats te maken voor de huidige kapel, was de Cappella Maggiore in een ruïneuze staat met haar scheve wanden.
De afmetingen van de huidige kapel sluiten nauw aan bij die van het origineel. Na de voltooiing werd de kapel versierd met fresco's van een aantal van de beroemdste kunstenaars van de hoog-renaissance, waaronder Botticelli, Ghirlandaio, Perugino en Michelangelo.
De kapel werd opgedragen aan de Hemelvaart van de Heilige Maagd en de eerste mis werd er opgedragen op 15 augustus 1483.
De Sixtijnse Kapel heeft haar functie als pauselijke hofkapel tot op heden behouden en hier vinden dan ook de belangrijkste liturgische vieringen plaats, tenzij de paus op reis is. Aan de kapel is een vast zangkoor verbonden, het Koor van de Sixtijnse kapel, waarvoor door bekende componisten veel originele muziek is geschreven. Het beroemdste stuk is Miserere van Allegri.

## Architectuur

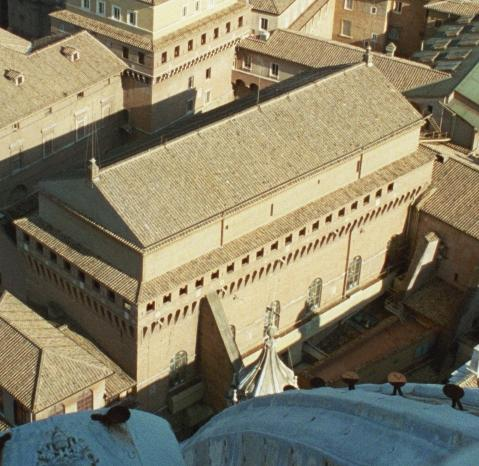
Sixtijnse kapel gezien vanaf de koepel van de Sint-Pietersbasiliek

De huidige Sixtijnse Kapel werd ontworpen door Baccio Pontelli en gebouwd tussen 1475 en 1483 onder leiding van Giovanni de Dolci, in opdracht van paus Sixtus IV, naar wie de kapel is vernoemd.
De kapel heeft een rechthoekige grondvorm en is 40,23 meter lang, 20,70 meter hoog en 13,41 meter breed, overeenkomend met de tempel van Salomo, die 60 bij 30 bij 20 el mat, volgens 1 Koningen 6:2. De vloer heeft een prachtig patroon (opus alexandrium).
Het plafond bestaat uit een afgeplat tongewelf. De kapel wordt in tweeën gedeeld door een marmeren transenna. Het geheel is ontworpen door Baccio Pontelli.

## Fresco's

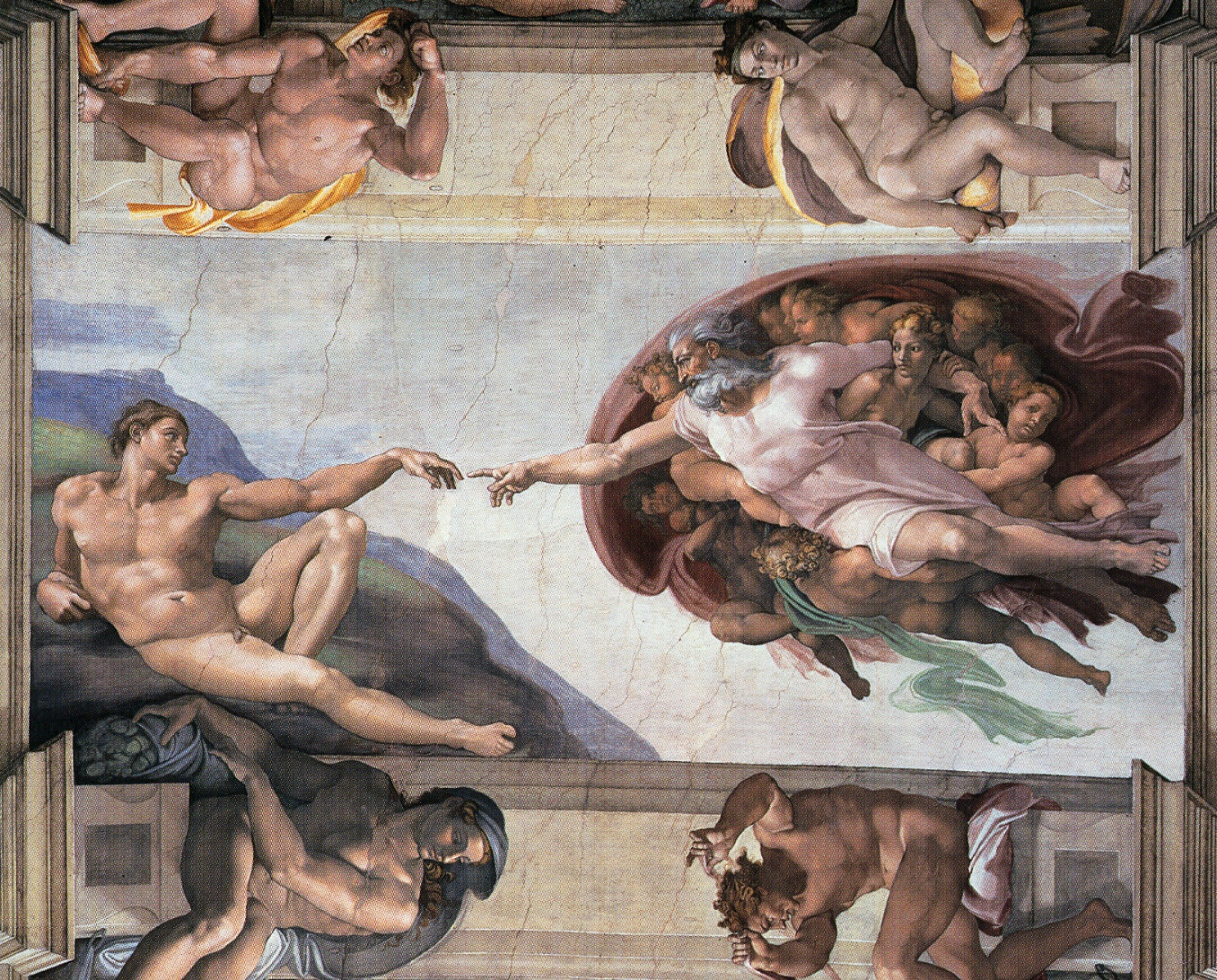
Close-up van De Schepping

De muurschilderingen op de zijwanden zijn vervaardigd door Sandro Botticelli, Pietro Perugino, Domenico Ghirlandaio, Cosimo Rosselli en Luca Signorelli. Michelangelo maakte een hele reeks fresco's van profeten en sibillen, waaronder de Sibila Délfica. Op de schilderingen worden belangrijke gebeurtenissen uit de christelijke geschiedenis afgebeeld, ingedeeld in drie perioden: vóórdat Mozes de wet ontving, de tijd tussen Mozes en Christus en het tijdperk dat erop volgde.
Onder de wandfresco's zijn ruimtes voorzien voor de tien wandtapijten van de befaamde reeks Handelingen van de Apostelen. Ze is ontworpen door Rafaël en geweven door het atelier van Pieter van Aelst. Slechts bij uitzonderlijke gelegenheden worden ze op de bestemde plaatsen gehangen.

### Gewelfschildering
Het plafond was oorspronkelijk azuurblauw geschilderd en met gouden sterren gedecoreerd, maar paus Julius II besloot in 1508 dat er een nieuw fresco geschilderd moest worden. Hij contracteerde Michelangelo, hoewel deze zich tot dan toe vooral met beeldhouwen bezig had gehouden. Michelangelo schilderde de fresco's tussen 1508 en 1512 voor een bedrag van 3000 dukaten.
Om het gewelf te kunnen beschilderen, had Michelangelo een steiger nodig. De architect Bramante stelde voor om er een te bouwen die kon worden opgehangen aan het gewelf, maar Michelangelo dacht dat dit gaten zou achterlaten, en bouwde daarom zijn eigen steiger. Na het wegbeitelen van het oude fresco werd een nieuwe pleisterlaag aangebracht waarop Michelangelo zijn voorstellingen schilderde. De opdracht van de paus was om de twaalf apostelen te schilderen, maar Michelangelo deed dit voorstel zelf af als "armoedig". Hoewel de kunstenaar zelf altijd beweerde dat hij daarna van de paus qua ontwerp de vrije hand kreeg "om te doen wat ik zelf wilde", vermoedt men tegenwoordig dat hij uit de kring rond de paus advies heeft gehad rond de Bijbelse invulling van het fresco.
De eerste gipslaag bleek te nat te zijn, waardoor er zich schimmel op vormde; Michelangelo's assistent Jacopo l'Indaco bedacht daarop een nieuwe samenstelling voor het gips, intonaco genaamd. Dit mengsel wordt vandaag de dag nog steeds gebruikt bij het aanbrengen van fresco's. Toen Michelangelo klaar was met het gewelf, had hij meer dan 300 figuren geschilderd.
In het midden bevindt zich het bekendste onderdeel van het fresco: De Schepping, waarop te zien is hoe God Adam het leven geeft.
De schilderijen zijn gebaseerd op Genesis. In de middelste rechthoek op het plafond zijn de volgende schilderijen, van de entree tot de achterwand:
1. de scheiding van donker en licht, 1:4-5
2. de schepping van de zon en de maan, 1:14:18, de schepping van de planten, 1:11-12
3. de scheiding van water en land, 1:9-10
4. de schepping van Adam, 2:7
5. de schepping van Eva, 2:21-22
6. de zondeval, 3:6-7, de verdrijving uit het paradijs, 3:22-24
7. het offer van Noach, 8:20
8. de zondvloed, 7:11-23
9. de dronkenschap van Noach, 9:20-23

Op 31 oktober 1512 werd de kapel opengesteld voor alle hoogwaardigheidsbekleders van Rome.

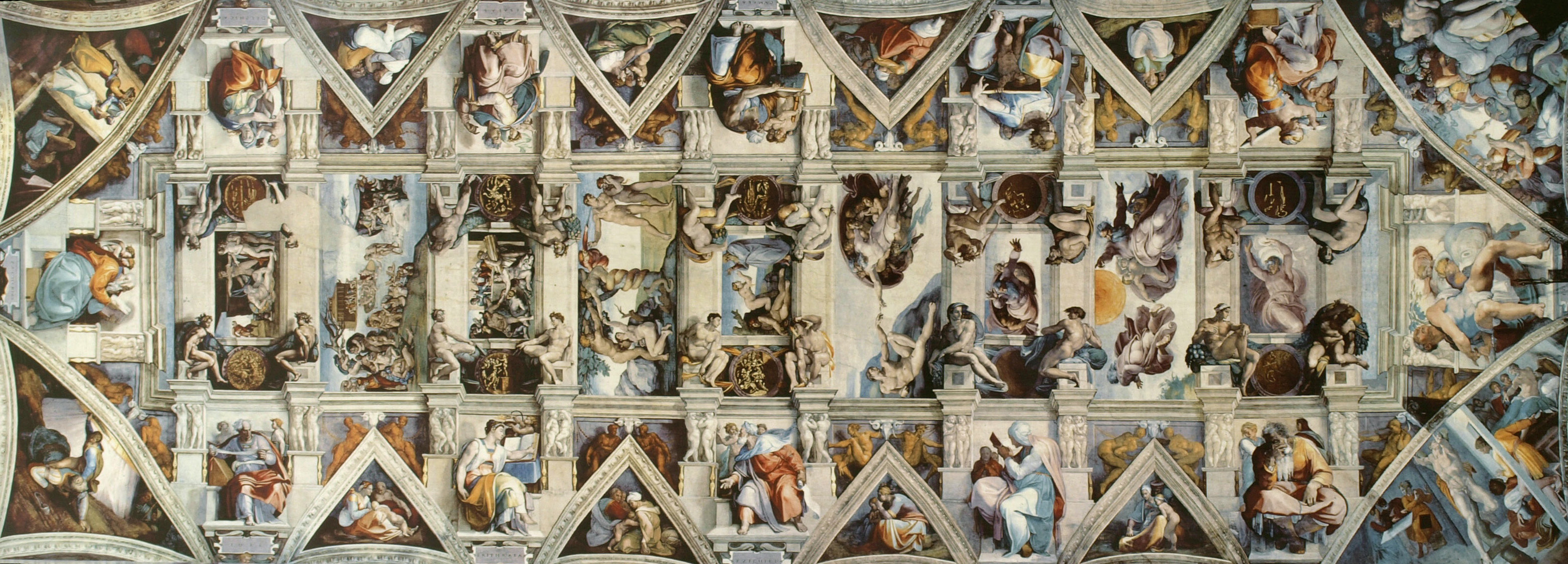
Het beschilderde gewelf van de Sixtijnse Kapel

### Het Laatste Oordeel
In 1535 werd Michelangelo opnieuw benaderd voor een schilderopdracht in de kapel. Deze keer moest de muur achter het altaar beschilderd worden met een afbeelding van het Laatste Oordeel. Dit fresco werd in 1541 voltooid.

## Trivia
- De roman De hemel van de paus geschreven door Ross King heeft het beschilderen van het plafond van de Sixtijnse kapel door Michelangelo als hoofdonderwerp.